# Lilia Aguilar
Lilia Aguilar Gil (Chihuahua, 17 d'agost de 1977) és una política mexicana, membre activa del Comitè de Defensa Popular i del Partit del Treball.
Llicenciada en administració financera per l'Institut Tecnològic i d'Estudis Superiors de Monterrey (ITESM); posteriorment hi va continuar amb estudis de mestratge en gestió pública al mateix institut així com a la Universitat Harvard, on va graduar summa cum laude. El seu treball s'ha destacat en l'àmbit parlamentari, on va iniciar diverses de reformes fonamentals en el sistema polític de l'Estat de Chihuahua com la reforma de justícia penal (que va canviar el sistema tradicional mexicà pel de cort acusatori), les reformes en matèria de transparència i accés a la informació pública, la reforma social integral (que inclou l'enfocament de drets en la legislació), i la Llei de justícia especial per a adolescents.
Durant la 60a legislatura de 2001 a 2004 va treballar com a assessora de la fracció del Partit del Treball al parlament de l'estat de Chihuahua i s'hi va familiaritzar amb el treball legistlatiu. Durant les eleccions del 2004, va ingressar com a diputada en la 61a legislatura del Congrés de l'estat de Chihuahua en el període 2004-2007. Hi va presentar desenes d'iniciatives tant de llei com d'acords. El 2016 formava part de la direcció estatal i nacional del Partit del Treball.
El 2023 va tenir problemes amb activistes per el benestar animal perquè havia parlat dels gossos de carrer com una plaga.